# Parantica hypowattan
Parantica hypowattan är en fjärilsart som beskrevs av Morishita 1981. Parantica hypowattan ingår i släktet Parantica och familjen praktfjärilar. IUCN kategoriserar arten globalt som livskraftig. Inga underarter finns listade i Catalogue of Life.